# 1988年夏季残疾人奥林匹克运动会危地马拉代表团
1988年夏季残疾人奥林匹克运动会危地马拉代表团是危地马拉派出的1988年夏季残疾人奥林匹克运动会代表团。获得1枚金牌。